# Distrito de Khwahan
Khwahan es uno de los 29 distritos de la Provincia de Badakhshan, Afganistán. Su capital es la ciudad de Khwahan, a una altitud de 1040 metros (3412,1 pies). La capital, ubicada a poca distancia de la frontera con Tayikistán, cuenta con un aeropuerto y una población de aproximadamente 15.000 personas. Los habitantes de la ciudad son mayormente tayikos que hablan dari (dialecto persa).

## Economía
Los habitantes de este distrito se dedican a la agricultura. Cultivan trigo sarraceno, cebada roja y blanca, sésamo, calabacín, maíz, frijol mungo, guisantes, frijoles y papas.